# دانمارک در المپیک
کشور دانمارک در بازی‌های المپیک توانسته ۱۷۹ مدال در بازی‌های المپیک تابستانی و ۱ مدال در بازی‌های المپیک زمستانی کسب کند.

## جدول مدال‌ها بر پایه بازی‌ها

### بازی‌های المپیک تابستانی
| بازی             | ورزشکار    | طلا        | نقره       | برنز       | مجموع      | رتبه       |
| ۱۸۹۶ آتن         | ۳          | ۱          | ۲          | ۳          | ۶          | ۹          |
| ۱۹۰۰ پاریس       | ۱۳         | ۱          | ۳          | ۲          | ۶          | ۱۰         |
| ۱۹۰۴ سنت لوییس   | شرکت نداشت | شرکت نداشت | شرکت نداشت | شرکت نداشت | شرکت نداشت | شرکت نداشت |
| ۱۹۰۸ لندن        | ۱۰۱        | ۰          | ۲          | ۳          | ۵          | ۱۶         |
| ۱۹۱۲ استکهلم     | ۱۵۲        | ۱          | ۶          | ۵          | ۱۲         | ۱۴         |
| ۱۹۲۰ آنتورپ      | ۱۵۴        | ۳          | ۹          | ۱          | ۱۳         | ۱۰         |
| ۱۹۲۴ پاریس       | ۸۹         | ۲          | ۵          | ۲          | ۹          | ۱۲         |
| ۱۹۲۸ آمستردام    | ۹۱         | ۳          | ۱          | ۲          | ۶          | ۱۳         |
| ۱۹۳۲ لس آنجلس    | ۴۳         | ۰          | ۳          | ۳          | ۶          | ۲۰         |
| ۱۹۳۶ برلین       | ۱۲۱        | ۰          | ۲          | ۳          | ۵          | ۲۳         |
| ۱۹۴۸ لندن        | ۱۶۲        | ۵          | ۷          | ۸          | ۲۰         | ۱۰         |
| ۱۹۵۲ هلسینکی     | ۱۲۹        | ۲          | ۱          | ۳          | ۶          | ۱۵         |
| ۱۹۵۶ ملبورن      | ۳۱         | ۱          | ۲          | ۱          | ۴          | ۲۰         |
| ۱۹۶۰ رم          | ۱۰۰        | ۲          | ۳          | ۱          | ۶          | ۱۳         |
| ۱۹۶۴ توکیو       | ۶۰         | ۲          | ۱          | ۳          | ۶          | ۱۸         |
| ۱۹۶۸ مکزیکو سیتی | ۶۴         | ۱          | ۴          | ۳          | ۸          | ۲۲         |
| ۱۹۷۲ مونیخ       | ۱۲۶        | ۱          | ۰          | ۰          | ۱          | ۲۵         |
| ۱۹۷۶ مونترال     | ۶۶         | ۱          | ۰          | ۲          | ۳          | ۲۴         |
| ۱۹۸۰ مسکو        | ۵۸         | ۲          | ۱          | ۲          | ۵          | ۱۶         |
| ۱۹۸۴ لس آنجلس    | ۶۰         | ۰          | ۳          | ۳          | ۶          | ۲۷         |
| ۱۹۸۸ سئول        | ۷۸         | ۲          | ۱          | ۱          | ۴          | ۲۳         |
| ۱۹۹۲ بارسلون     | ۱۱۰        | ۱          | ۱          | ۴          | ۶          | ۳۰         |
| ۱۹۹۶ آتلانتا     | ۱۱۹        | ۴          | ۱          | ۱          | ۶          | ۱۹         |
| ۲۰۰۰ سیدنی       | ۹۷         | ۲          | ۳          | ۱          | ۶          | ۳۰         |
| ۲۰۰۴ آتن         | ۹۲         | ۲          | ۱          | ۵          | ۸          | ۳۷         |
| ۲۰۰۸ پکن         | ۸۴         | ۲          | ۲          | ۳          | ۷          | ۳۰         |
| ۲۰۱۲ لندن        | ۱۱۳        | ۲          | ۴          | ۳          | ۹          | ۲۹         |
| مجموع            | مجموع      | ۴۳         | ۶۸         | ۶۸         | ۱۷۹        | ۲۷         |